# Cereo (Coristanco)
Cereo (llamada oficialmente Santa María de Cereo) es una parroquia española del municipio de Coristanco, en la provincia de La Coruña, Galicia.

## Entidades de población
Entidades de población que forman parte de la parroquia:
- Cereo Vello
- Cotón (O Cotón)
- Cruz de Agrelo (A Cruz de Agrelo)
- Edrada (A Hedrada)
- Gulúa
- Lodeiros
- Pousada
- Vilaverde
- Fonte Lamela
- Ponteciñas

## Demografía
| Gráfica de evolución demográfica de Cereo entre 2000 y 2019 |
|                                                             |
| Datos según el nomenclátor publicado por el INE.            |